# 佐丽察·帕维切维奇
佐丽察·帕维切维奇（羅馬化：Zorica Pavićević，1956年5月9日—），黑山女子手球运动员。她曾代表南斯拉夫国家队参加1984年夏季奥林匹克运动会手球比赛，获得一枚金牌。